# Gumotisk

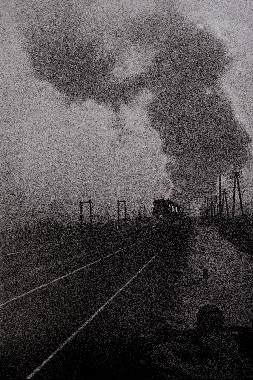
Vladimír Jindřich Bufka: Večerní vlak, 1911, gumotisk, 351 x 237 mm, sbírka Moravské galerie Brno

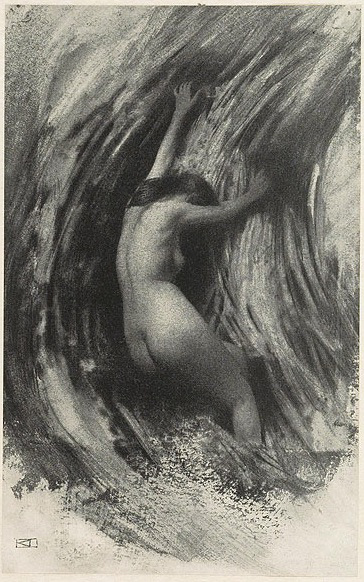
Robert Demachy: Zápas, gumotisk, 1904

Gumotisk je technika ušlechtilého tisku, za jejíhož vynálezce se považuje francouzský pionýr fotografie Louis Alphons Poitevin z roku 1855. Technika byla velmi užívaná zejména piktorialistickými fotografy na konci 19. a počátku 20. století, například Robertem Demachy nebo Edwardem Steichenem. Gumotisk je charakteristický neostrými přechody a jemným reliéfem, čímž připomíná malbu. Tuto techniku používala také Američanka Mary Devens; gumotisk zvládala tak dobře, že v roce 1896 vedla přednáškový kurz v Cambridžském fotografickém klubu. Z českých umělců jej používali například Vladimír Jindřich Bufka, František Drtikol nebo Rudolf Koppitz. Gumotisk se rychle stal populární a dodnes (počátek 21. století) jej celá řada fotografů a umělců používá (viz článek fotografické procesy).

## Princip
Technika gumotisku je založena na světlocitlivosti roztoku arabské gumy a dvojchromanu draselného. Po nanesení obarveného roztoku na papír a jeho zaschnutí se na denním světle kontaktně zkopíruje negativ. Následným praním ve vodě se barvivo v neosvětlených částech odstraní a vyplaví se chromová sůl. Proces neumožňuje jednorázově dosáhnout široké tónové škály, proto ho je třeba několikrát opakovat spolu s překlížením papíru.
Kombinovanou techniku vícenásobné vrstvené gumy vylepšili členové skupiny Vídeňský trojlístek, což umožnilo dříve netušeným způsobem tvůrčí vliv na obraz a barevnou manipulaci. Výsledné tisky měly bohatou a zajímavou texturu a dávaly dojem prostorové hloubky. Pro jejich díla je často typická malířská neostrost, obzvláště u jejich náladových snímků krajin.